# Levski
Levski (bulharsky Левски) je město ležící v severním Bulharsku, v Dolnodunajské nížině. Město je správním střediskem stejnojmenné obštiny a má přibližně 9 900 obyvatel.

## Historie
První zmínky o obci pocházejí z osmanských dokumentů a v nich je nazývána Karaağaç (černý strom). Byla osídlena převážně Turky, a tak byla někdy nazývána Turski Karaač, aby se odlišila od vesnice Bălgarski Karaač, což je dnešní vesnice Totleben.
Po rusko-turecké válce zde v roce 1880 žilo 1 082 obyvatel. V roce 1884 byla otevřena základní škola a v roce 1887 byl postaven pravoslavný kostel. Do rozvoje obce zasáhla významným způsobem výstavba železniční trati Sofie-Varna, která byla zahájena 15. února 1883. Stav tehdejší vesnice byl neutěšený a významně zaostávala za okolními osadami jako Letnica, Alexandrovo a dalšími. Současné jméno získala obec v roce 1897. Trať byla zprovozněna 8. listopadu 1899 a zdejší stanice se stala významným železničním uzlem, v němž se křižují trati z Trojanu a Lovče a Svištova. Přednosta stanice se spolu s místním učitelem, knězem a starostou stali tahouny rozvoje obce. Z hospodářského hlediska bylo klíčové zprovoznění mlýna Orient  v roce 1910, který měl přesah do širší oblasti. V roce 1912 byl přijat první urbanistický plán, podle něhož se obec rozrostla směrem k nádraží. Vesměs mladí lidé, kteří pracovali na výstavbě trati byli později zaměstnáni na její údržbě a usadili se zde, stejně jako železniční úředníci, kteří přišli zvenčí. Již v roce 1912 byla z iniciativy místní inteligence a s pomocí obce otevřena střední škola a v roce 1922 nižší střední škola. V obci vznikly provozovny mnoha živností jako obuvníci, krejčí, zedníci, železáři, tesaři, hoteliéři atd. Byla otevřena lékařská ordinace a v obci se usadili dva lékaři a byla také otevřena lékárna. Dařilo se i místnímu amatérskému umění. Začali sem investovat i obchodníci z blízkých měst – Sevlieva, Gabrova a Trojanu a pro obyvatele dováželi komodity jako sůl, plyn, hřebíky, podkovy, dřevo z hor, písek a štěrk z Dunaje. K dalšímu rozvoji došlo i v potravinářství: byla zprovozněna obecní konzervárna, byly postaveny sklady obilí a dařilo se i vinařství; nejvýznamnější v tomto oborou se stala místní drůbeží jatka financovaná italsko-bulharskou exportní společností, ve kterých byla instalována chladicí linka, takže denní produkce byla mezi třemi a pěti tisíci kusy. Kvůli zajištění plynulé produkce bylo na jatkách instalováno osvětlení a díky tomu bylo v obci osvětleno několik ulic. Ve dnech 28. až 30. srpna byl v obci organizován veletrh zaměřený zejména na živočišnou výrobu. V roce 1939 byla otevřena tělocvična. 9. září 1945 byla obec povýšena na město jako první vesnice po uchvácení moci komunisty. Záhy poté zde bylo založeno zemědělské družstvo Komuna. Po obnovení demokracie došlo ve městě k poklesu ekonomické činnosti, ale zhruba od roku 2000 došlo k oživení. Tradičně rozvinuté potravinářství, strojírenství a lehký průmysl se vzpamatovaly díky investicím místních i zahraničních firem. Jedná se především o strojírenský závod na výrobu strojů pro zpracování a recyklaci plastů ESMOS AD, metrologické centrum Národní železniční dopravní společnosti, které bylo založeno v roce 1977, a provozy potravinářských kombinátů Mandra-1 a Meat Factory – 2000. Nepřerušena zůstala zemědělská produkce skleníků firmy Gimel. V roce 2008 bylo nedaleko nádraží zprovozněno velké logistické centrum firmy IKEA.

## Obyvatelstvo
Ve městě žije 9 985 obyvatel a je zde trvale hlášeno 10 998 obyvatel. Podle sčítání 1. února 2011 bylo národnostní složení následující:
- Bulhaři: 7 518 (85.0 %)
- Turci: 833 (9.4 %)
- Romové: 409 (4.6 %)
- ostatní: 88 (1.0 %)